# Cytherura pseudostriata
Cytherura pseudostriata är en kräftdjursart som beskrevs av Hulings 1966. Cytherura pseudostriata ingår i släktet Cytherura och familjen Cytheruridae. Inga underarter finns listade i Catalogue of Life.